# آزمون ناامیدی

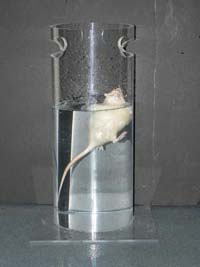
آزمون ناامیدی یا شنای اجباری به منظور ارزیابی میزان تأثیر داروهای ضدافسردگی

آزمون ناامیدی (به انگلیسی: Behavioural despair test) که به عنوان آزمون شنای اجباری نیز شناخته می‌شود، مطالعاتی است که روی واکنش رفتار جوندگان در مقابل خطر غرق شدگی تمرکز دارد. نتایجی که از این مطالعات به دست می‌آید، زمینه ای برای ارزیابی میزان تلاش جانور، تحت تأثیر ناامیدی و ذهنیت منفی است. هدف اصلی این آزمون، سنجش میزان و نحوه تأثیر داروهای ضد افسردگی بر رفتار است. این آزمون و نتایج آن به نوبه خود، موضوع بحث و انتقاداتی قرار گرفته و میزان دقت و اعتبار آن مورد تردید واقع شده‌است.

## شیوه اجرای آزمون
جانوران در دو مرحله مجزا تحت مطالعه قرار می‌گیرند. در مرحله اول جانور که معمولاً از نوع جونده است در یک استوانه شفاف و پر از آب قرار گرفته به گونه ای که امکان فرار نداشته باشد. در این مرحله که معمولاً ۱۵ دقیقه به طول می‌انجامد، جانور می‌آموزد که تلاش برای خروج از استوانه بی‌حاصل است و باید تمام قوای خود را صرف بالا نگهداشتن سر از آب کند. در مواردی تلاشهای جانور برای فرار از استوانه، توسط شوک الکترونیک، تنبیه می‌شود تا حس ناامیدی در جانور تقویت گردد. پس از انجام این مرحله، ۲۴ ساعت صبر کرده و سپس جانوری که طی مرحله اول، از پیش آموخته که تلاش برای خروج از استوانه بیهوده است را دوباره در ظرف آب قرار می‌دهند. در این مرحله جانور که تلاش برای خروج از استوانه را بیهوده می‌داند تا مدتی تنها نیروی خود را صرف بیرون نگهداشتن سر از آب می‌کند. طول این مدت، یعنی تا زمانی که جانور، بار دیگر شروع به تقلا برای خروج از استوانه کند، معیاری برای سنجش میزان ناامیدی است. هرچه طول این زمان طولانی‌تر باشد، میزان ناامیدی بیشتر برآورد می‌شود. با استفاده از داروی‌های ضدافسردگی و مشاهده تأثیر دارو بر رفتار جانور، میزان اثر دارو اندازه‌گیری می‌شود. یک داروی ضد افسردگی مؤثر باید موجب کاهش طول زمان آزمایش در مرحله دوم شود.

## اختلاف نظر
همان‌طور که در بالا ذکر شد، طول مدت مرحله دوم آزمون به صورت سنتی، برای تخمین شدت ناامیدی و افسردگی به کار می‌رود. اما میزان دقت و اعتبار این تخمین مورد توافق نیست. بعضی از پژوهشگران استدلال می‌کنند که رفتار جانور در مرحله دوم تنها تحت تأثیر ناامیدی نیست، بلکه جانور از آنجایی که با محیط آشنایی قبلی پیدا کرده، ترس کمتری احساس کرده و در نتیجه دیرتر برای فرار شروع به تقلا می‌کند. این پژوهشگران عنوان آزمون ناامیدی را مناسب ندانسته و ترجیح می‌دهند از این آزمون به نام آزمون شنای اجباری یاد کنند. همچنین شیوه ارزیابی میزان تأثیر داروی‌های ضد افسردگی نیز مورد بحث است؛ زیرا این داروها بر اساس ترکیب شیمیایی آنها می‌توانند به شکلهای مختلف روی یادگیری و اجرای مهارت اثر کنند و در عمل با تقویت مهارت شنا این تصور خطا را ایجاد کنند که طول زمان بیشتر شنا در مرحله دوم به دلیل ناامیدی است. در حالی که در عمل تأثیر دارو نه تنها باعث کاهش طول این زمان نشده، بلکه باعث افزایش طول این زمان نیز شده‌است. از طرف دیگر سازمانهای حمایت از حیوانات نیز از دیدگاهی دیگر، اخلاقی بودن اجرای چنین آزمایشی را مورد انتقاد قرار داده و ضرورت و میزان دقت و اعتبار آن را مشکوک معرفی می‌کنند.